# 22e sessie van de Commissie voor het Werelderfgoed

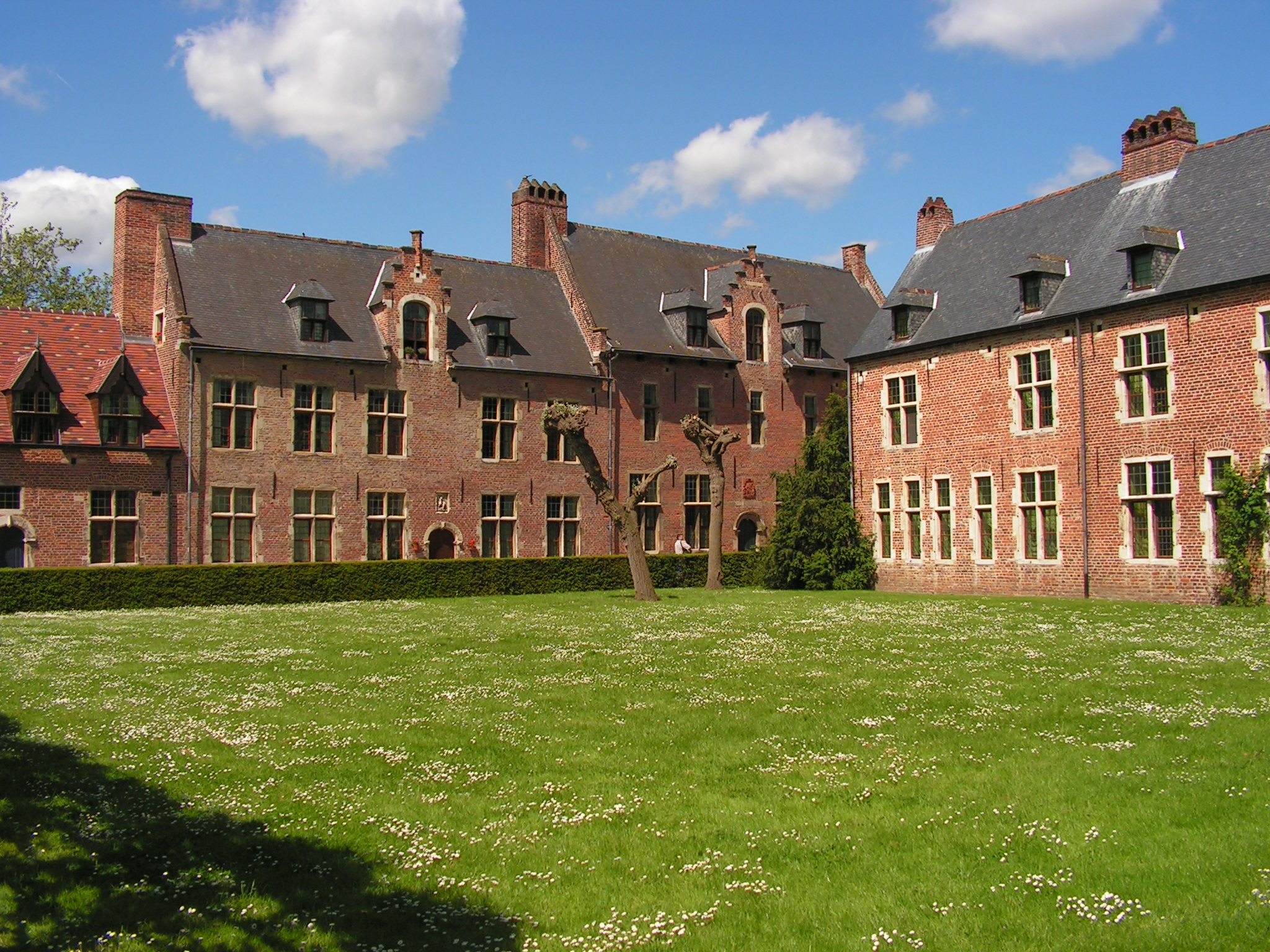
Vlaamse begijnhoven

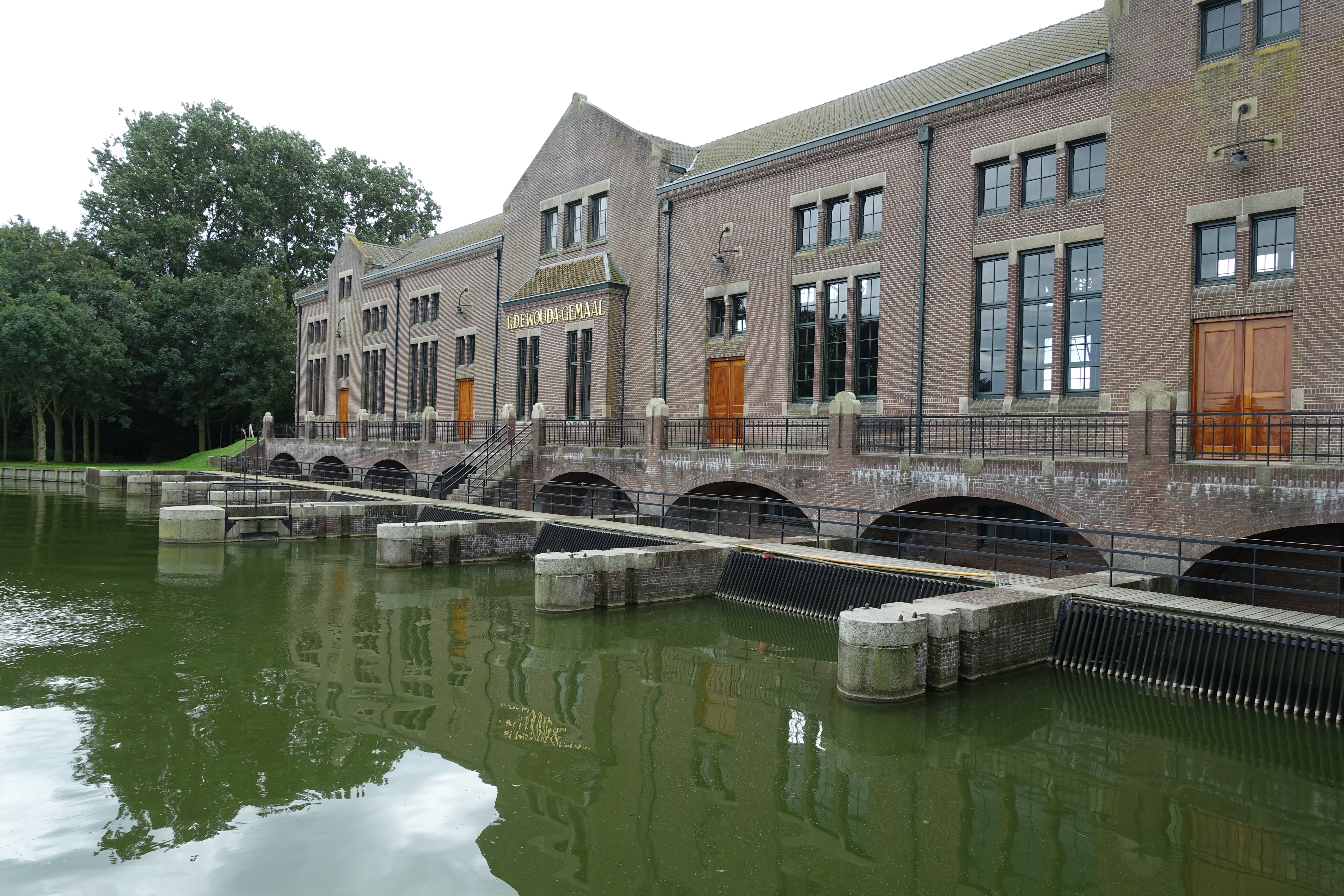
Ir. D.F. Woudagemaal in Nederland

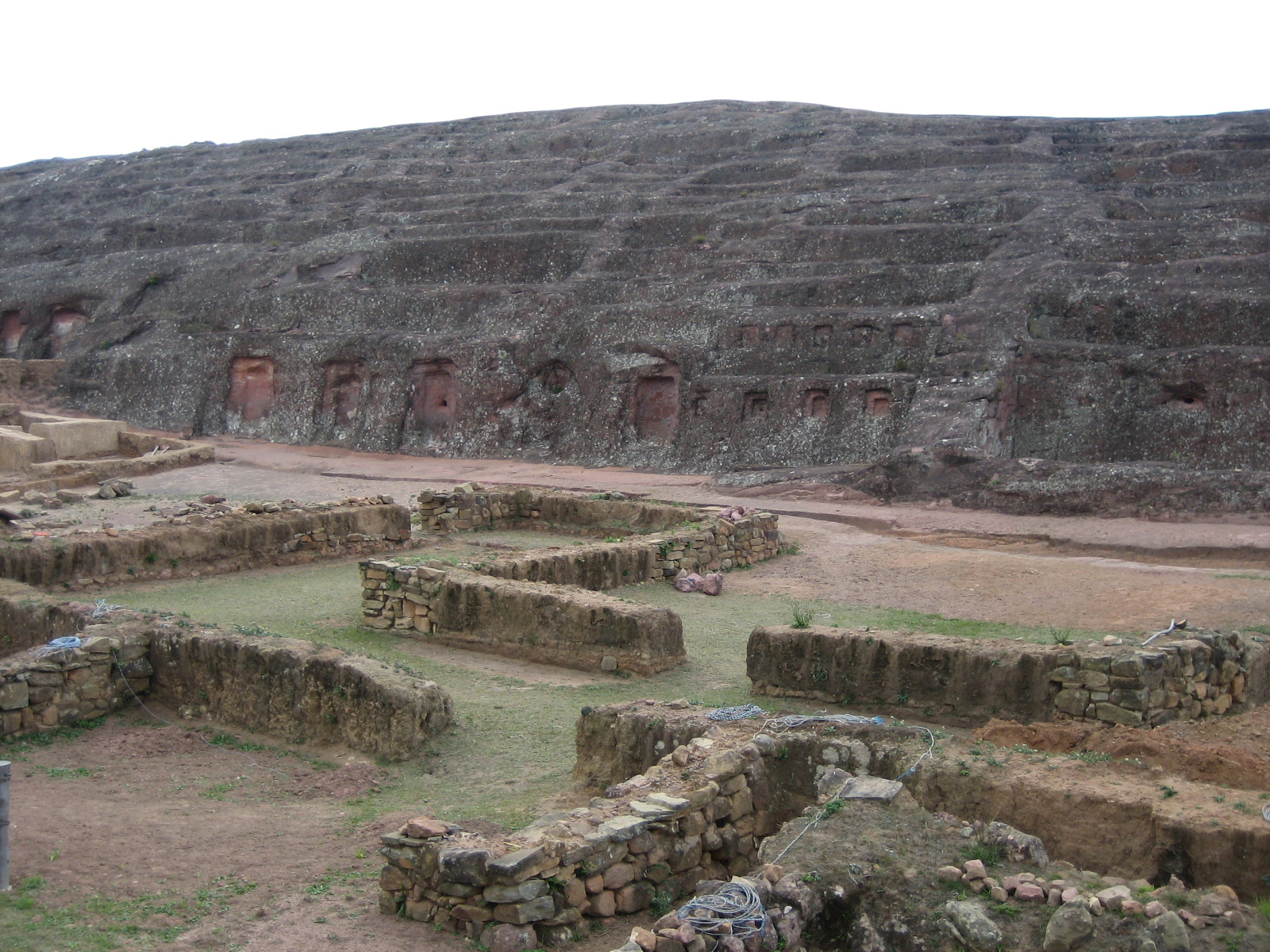
De ruïnestad Fuerte de Samaipata in Bolivia

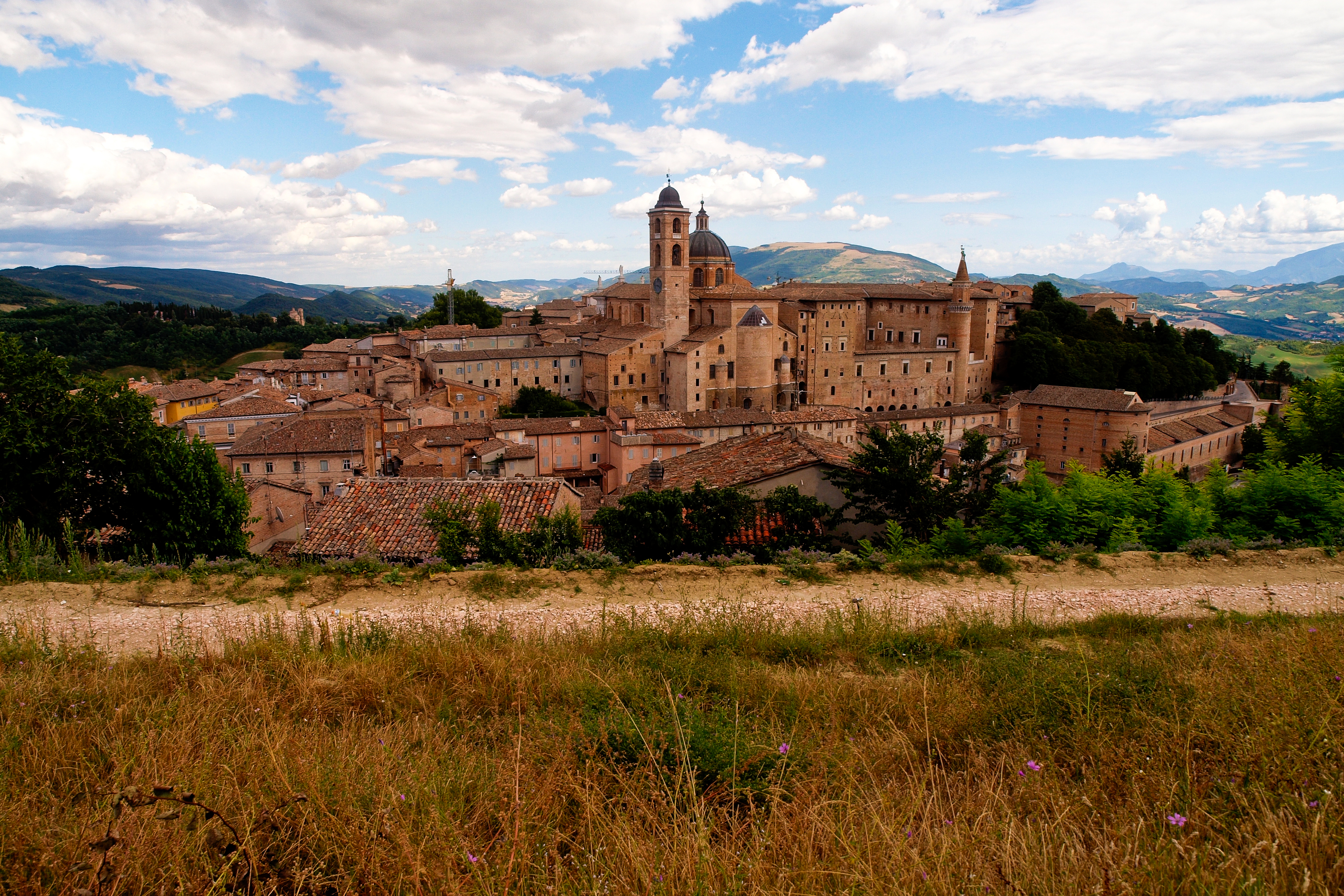
De historische stad Urbino in Italië

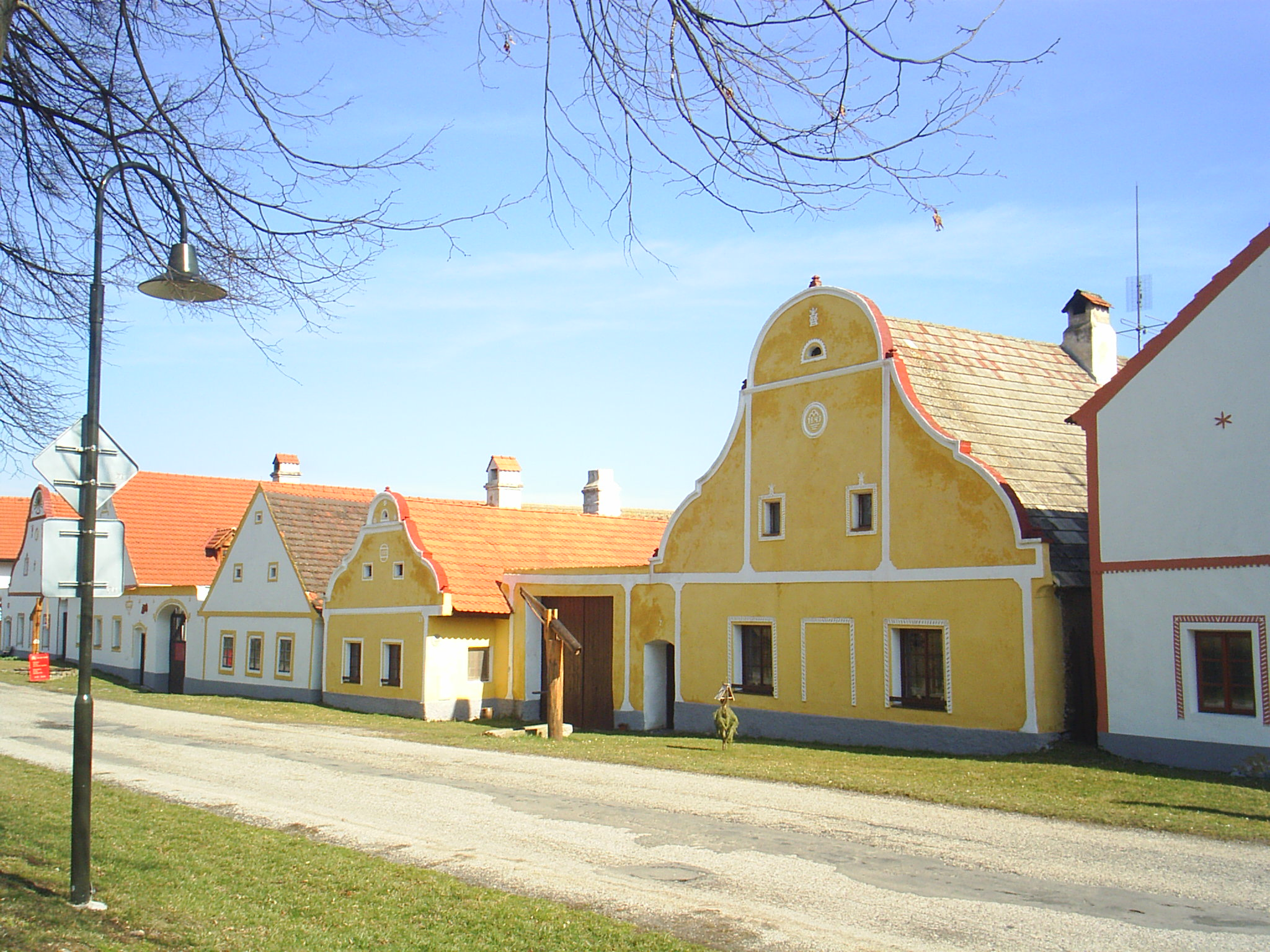
Huizen in het historische dorp Holašovice in Tsjechië

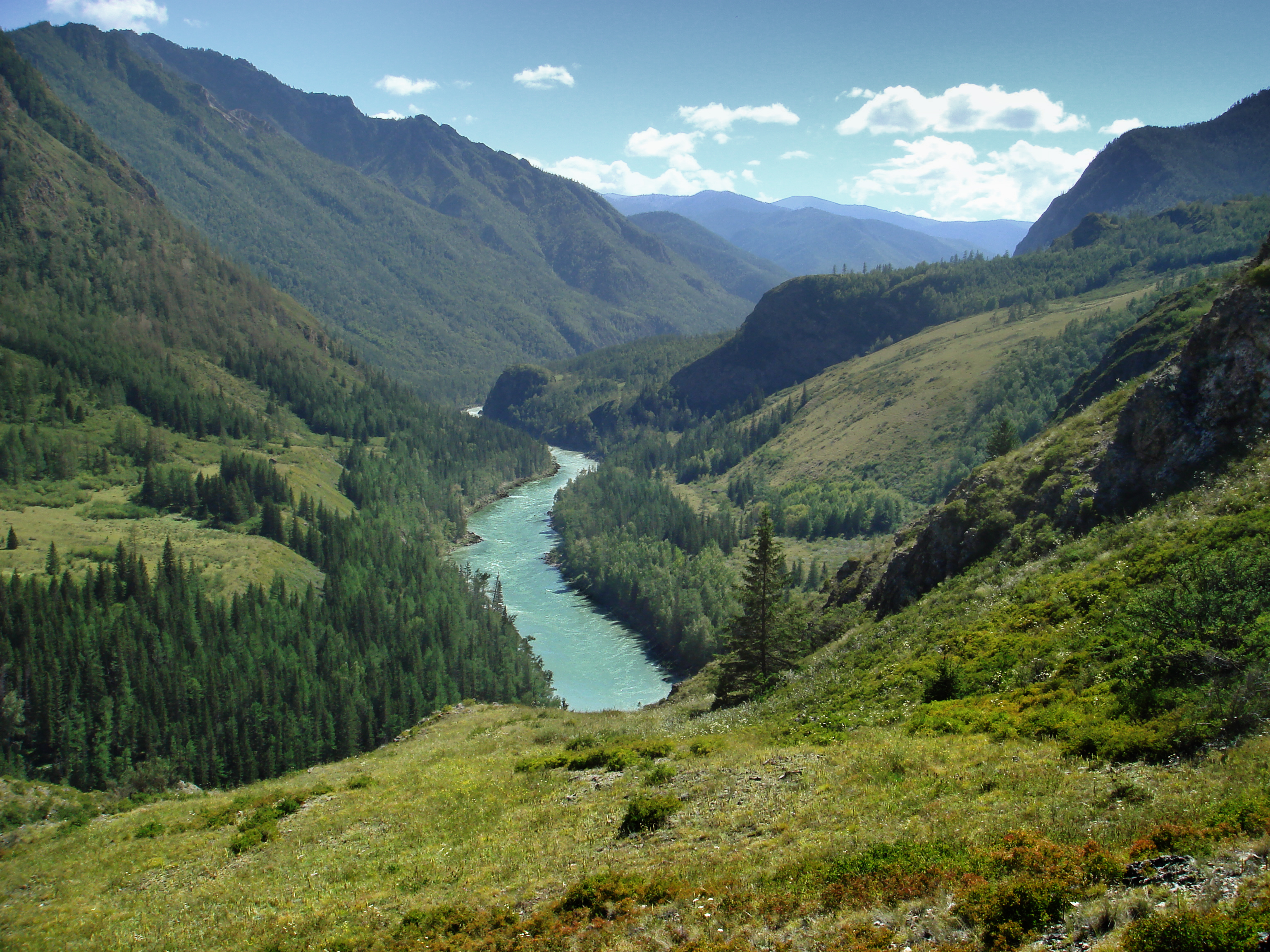
De rivier de Katoen, stromend door het Altjagebergte in Rusland

De 22e sessie van de Commissie voor het Werelderfgoed van UNESCO vond van 30 november tot 5 december 1998 plaats in Kioto in Japan. Er werden 30 nieuwe omschrijvingen aan de werelderfgoedlijst toegevoegd. Hiervan waren 27 dossiers met betrekking tot cultureel erfgoed en 3 met betrekking tot natuursites. Het totale aantal inschrijvingen komt hiermee op 582 (444 cultureel erfgoed, 20 gemengde omschrijvingen en 118 natuurlijk erfgoed). Op de lijst van bedreigd werelderfgoed of rode lijst werd een locatie toegevoegd.

## Wijzigingen in 1998
In 1998 zijn de volgende locaties toegevoegd:

### Cultureel erfgoed
- België: Vlaamse begijnhoven
- België: Scheepsliften in het Centrumkanaal en de omgeving,La Louvière en Le Rœulx (Henegouwen)
- België: Grote Markt van Brussel
- Bolivia: Fuerte de Samaipata
- China: Zomerpaleis, een keizerlijke tuin in Peking
- China: Tempel van de hemel, een keizerlijk offeraltaar in Peking
- Cyprus: Choirokoitia
- Duitsland: Klassiek Weimar
- Frankrijk: Pelgrimsroutes in Frankrijk naar Santiago de Compostella
- Frankrijk: Historisch Lyon
- Italië: Nationale parken Cilento en Vallo di Diano met archeologisch Paestum en Velia, en Kartuizerklooster van Padula
- Italië: Historisch centrum van Urbino
- Italië: Archeologische opgravingen en Patriarchale Basiliek van Aquileia
- Japan: Historische monumenten van oud-Nara
- Libanon: Qadisha-vallei en het Bos van de ceders van God (Heilige Vallei en Horsh Arz el-Rab)
- Mexico: Historische monumentenzone van Tlacotalpan
- Mexico: Archeologische zone van Paquimé, Casas Grandes
- Nederland: Ir. D.F. Woudagemaal
- Oekraïne: L'viv – ensemble van het historische centrum
- Oostenrijk: Semmeringspoorlijn
- Portugal / Spanje: Vindplaatsen van prehistorische rotskunst in de Côavallei en Siega Verde (uitgebreid in 2010)
- Spanje: Universiteit en Historische Parochie van Alcalá de Henares
- Spanje: Rotskunst van het Middellandse Zeebekken op het Iberisch Schiereiland
- Tsjechië: Historisch dorp Holašovice
- Tsjechië: Tuinen en kasteel van Kroměříž
- Turkije: Archeologisch Troje
- Zweden: Vlootbasis Karlskrona

### Natuurerfgoed
- Nieuw-Zeeland: Nieuw-Zeelandse Sub-Antarctische eilanden
- Rusland: Gouden bergen van Altaj
- Salomonseilanden: East Rennell

### Uitbreidingen
In 1998 werd een locatie uitgebreid:
- Monumenten van Oviedo en het koninkrijk Asturië (initieel als cultuurerfgoed in 1985 erkend)

### Verwijderd van de rode lijst
In 1998 kon geen locatie verwijderd worden van de rode lijst.

### Toegevoegd aan de rode lijst
In 1998 werd een locatie toegevoegd aan de lijst van bedreigd werelderfgoed of rode lijst:
- Fort Bahla in Oman (tot 2004 op rode lijst)

1977 · 
1978 · 
1979 · 
1980 · 
1981 · 
1982 · 
1983 · 
1984 · 
1985 · 
1986 · 
1987 · 
1988 · 
1989 · 
1990 · 
1991 · 
1992 · 
1993 · 
1994 · 
1995 · 
1996 · 
1997 · 
1998 · 
1999 · 
2000 · 
2001 · 
2002 · 
2003 · 
2004 · 
2005 · 
2006 · 
2007 · 
2008 · 
2009 · 
2010 · 
2011 · 
2012 · 
2013 · 
2014 · 
2015 · 
2016 · 
2017 · 
2018 · 
2019 · 
2020-2021 ·
2022-2023 ·
2024 ·
2025